# Q-pop
Genres associés
K-pop
La Q-pop (kju pɔp, abréviation de l'anglais : Qazaq pop) est une branche contemporaine de la musique kazakhe populaire. Elle est apparue en 2015 au Kazakhstan, en écho à la K-pop (pop coréenne).
Le groupe Ninety One (ou 91, du kazakh : Тоқсан бір, translittération : Toqsan bir) est le groupe fondateur de ce mouvement.